# Oleandra pilosa
Oleandra pilosa là một loài dương xỉ trong họ Oleandraceae. Loài này được Hook. mô tả khoa học đầu tiên năm 1840.